# John Witherspoon (représentant)
Pour les articles homonymes, voir Witherspoon et John Witherspoon.
John Witherspoon, né le 15 février 1723 à Gifford (East Lothian, en Écosse et mort le 15 novembre 1794 à Princeton (New Jersey) aux États-Unis, est l'un des signataires de la Déclaration d'indépendance des États-Unis d'Amérique en tant que représentant du New Jersey. Pasteur presbytérien et président du collège du New-Jersey, il était le seul ecclésiastique et le seul président d'un collège à signer la Déclaration,. Ultérieurement, il signa également les Articles de la Confédération et apporta son soutien à la ratification de la Constitution des États-Unis. En 1789, il convoqua et présida le premier synode général de l'Église presbytérienne aux États-Unis d'Amérique.

## Biographie

### Jeunesse et début de carrière en Écosse
John Knox Witherspoon est né à Gifford (East Lothian, Écosse), dans le foyer du pasteur James Alexander Witherspoon et de Anne Walker, dont il est l'aîné des enfants. Il a étudié à la Grammar School de Haddington (East Lothian), puis a obtenu un Master of Arts de l'université d'Édimbourg en 1739. Il y poursuit ensuite des études de théologie protestante. En 1764, il a reçu un doctorat honoris causa en divinité de l'Université de St Andrews.
Protestant fervent, nationaliste écossais et républicain, il fut brièvement emprisonné au château de Doune après la victoire des Jacobites à la bataille de Falkirk (1746)], ce qui eut un effet à long terme sur sa santé.
Il devint pasteur de l'Église d'Écosse à Beith (Ayrshire) de 1745 à 1758, où il rencontra et épousa Elizabeth Montgomery de Craighouse. Ils eurent eu dix enfants, dont cinq vécurent jusqu'à l'âge adulte.
De 1758 à 1768, il fut ministre de la Laigh kirk ("église basse") de Paisley (Renfrewshire). Au sein de l'Église d'Écosse, Witherspoon devint un opposant évangélique de premier plan au Parti modéré, influencé par les Lumières. Pendant cette période, il publie trois œuvres bien connues sur théologie], notamment la satire "Caractéristiques ecclésiastiques" (1753), qui s'opposait à l'influence philosophique de Francis Hutcheson.

### Princeton

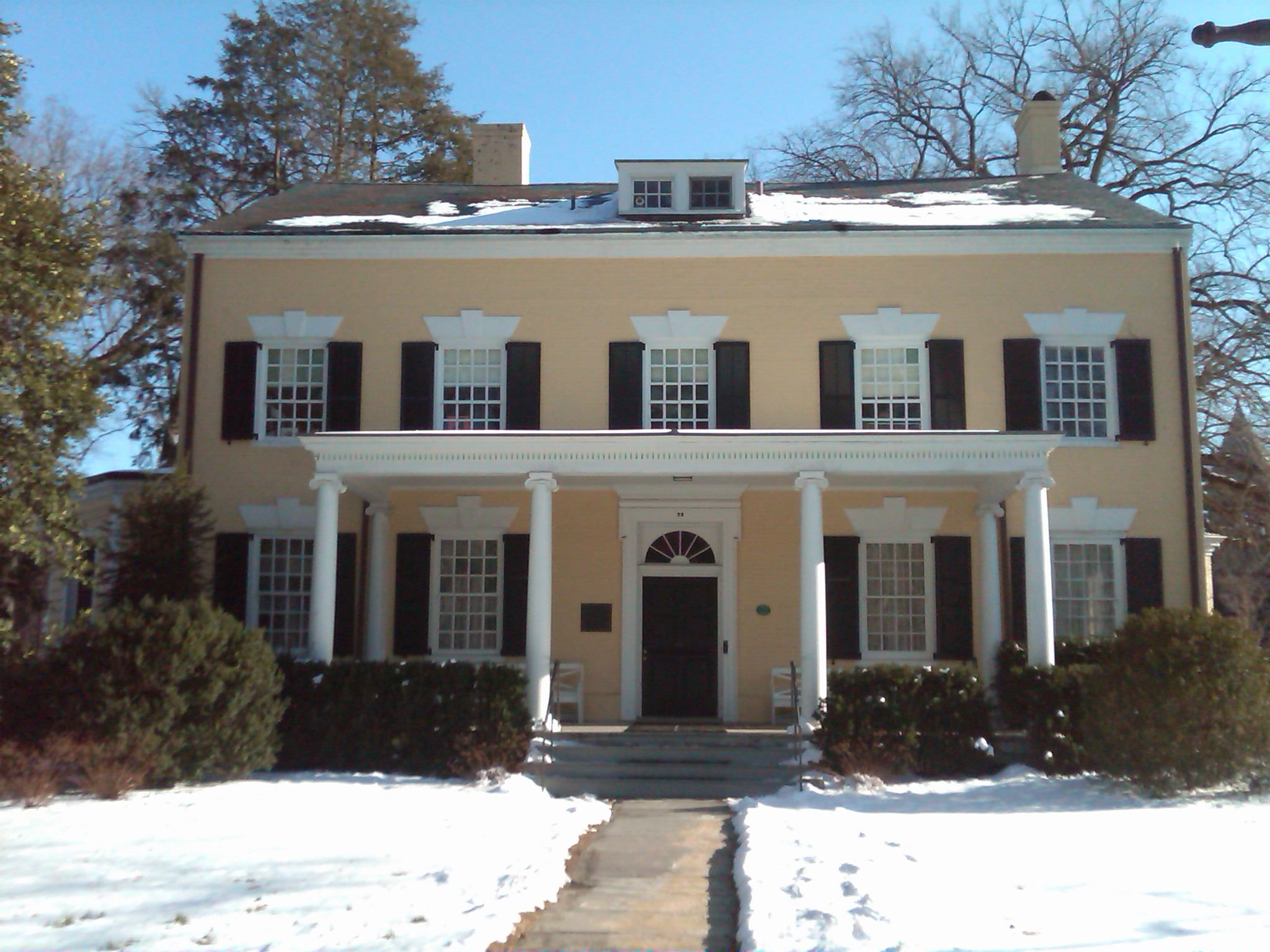
The. Achevée en 1756, John Witherspoon y a vécu de 1768 à 1779 ; c'est un site historique national des États-Unis.

À la demande insistante de Benjamin Rush et de Richard Stockton, qu'il a rencontrés à Paisley, Witherspoon a finalement accepté leur deuxième invitation (après en avoir refusé une en 1766) pour devenir président et principal enseignant du petit collège presbytérien "College of New Jersey" à Princeton. C'est ainsi que Witherspoon et sa famille émigrent au New Jersey en 1768.
À l'âge de 45 ans, il devenait le sixième président du collège, qui se ferait plus tard connaître sous le nom d'université de Princeton. À son arrivée, Witherspoon trouva l'école endettée, avec un enseignement médiocre et une bibliothèque qui ne répondait manifestement pas aux besoins des élèves. Il a immédiatement commencé à recueillir des fonds - localement et en Écosse - apportant trois cents de ses propres livres à la bibliothèque, et il a commencé à acquérir de l'équipement scientifique, dont un planétaire dû à David Rittenhouse, de nombreuses cartes et un globe terrestre. Il fit une série de voyages à travers les colonies anglaises d'Amérique du Nord pour prêcher, recruter des étudiants et collecter des fonds. En Virginie, il encouragea les Madison de Montpelier (Orange County) (en) à inscrire leur fils James, qui obtint son diplôme en 1771. Il persuada aussi son ami George Washington, qui appréciait beaucoup le travail de Witherspoon au Collège, de faire une donation de 50 guinées d'or au Collège.
Witherspoon avait en effet réalisé un certain nombre de réformes, y compris la structuration des programmes et de la structure universitaire en prenant pour modèle l'université d'Édimbourg et d'autres universités écossaises. Il a également relevé les critères d'admission, ce qui a aidé l'école à rivaliser avec Harvard et Yale pour attirer les bons enseignants et chercheurs.
Witherspoon utilisait le terme de campus pour désigner le cadre pastoral du Collège, introduisant ainsi ce mot dans le vocabulaire américain.
En plus d'assurer la direction du Collège et de prêcher deux fois chaquee dimanche, Witherspoon avait une lourde charge d'enseignement. Au corps enseignant du Collège, qui comptait trois tuteurs et deux professeurs, il a ajouté un professeur de mathématiques et de philosophie naturelle, le laissant responsable de l'enseignement de la philosophie morale, de la divinité, de la rhétorique, de l'histoire et du français. Witherspoon enseignait personnellement l'éloquence, les belles lettres, l'histoire et la théologie. Cependant, rien n'était plus important que la philosophie morale, cours obligatoire. Défenseur du droit naturel dans le cadre d'une cosmologie chrétienne et républicaine, Witherspoon considérait la philosophie morale comme vitale pour les ministres, les avocats et ceux qui occupent des postes au gouvernement (magistrats). Ferme mais plein de bonne humeur dans son leadership, Witherspoon était très populaire parmi les professeurs et les étudiants.
Witherspoon avait été un pasteur presbytérien éminent en Écosse avant d'accepter le poste de Princeton. Comme l'activité principale du collège à l'époque était la formation des pasteurs, Witherspoon devint l'un des principaux dirigeants de l'Église presbytérienne aux États-Unis d'Amérique. Il a également participé à l'organisation de l'Église presbytérienne de Nassau (Nassau Presbyterian Church (en)) à Princeton.
Witherspoon a fait évoluer l'enseignement du collège d'un établissement conçu principalement pour former des ecclésiastiques en une école qui équiperait les dirigeants d'un nouveau pays protestant. Parmi les étudiants qui ont plus tard joué des rôles de premier plan dans le développement de la nouvelle nation, mentionnons James Madison, Aaron Burr, Philip Freneau, William Bradford, et Hugh Henry Brackenridge (en). Parmi les étudiants qu'il a formés, on comptera 37 juges (dont trois sont devenus juges de la Cour suprême des États-Unis) ; 10 ministres du gouvernement fédéral ; 12 membres du Congrès continental, 28 sénateurs américains, et 49 membres du Congrès américain.

### Guerre d'Indépendance

Dans le célèbre tableau de John Trumbull, Witherspoon est le deuxième personnage assis sur la droite parmi ceux présents dans le fond face à la grande table.

Longtemps méfiant à l'égard du pouvoir de la Couronne britannique, Witherspoon voyait la centralisation croissante du gouvernement, l'idéologie progressiste des autorités coloniales et l'établissement de l'autorité épiscopale (de l'Église d'Angleterre) comme une menace aux libertés des colonies. Witherspoon s'intéressait particulièrement à l'ingérence croissante de la Couronne dans les affaires locales et coloniales, qui étaient auparavant les prérogatives et les droits des autorités (coloniales) américaines. Lorsque la Couronne a commencé à donner une autorité supplémentaire à son épiscopat sur les affaires de l'Église, les autorités britanniques ont touché un point très sensible pour un Écossais presbytérien. Bientôt, Witherspoon vint soutenir la révolution américaine, rejoignant le Comité de liaison au début de 1774. Son sermon de 1776 "The Dominion of Providence over the Passions of Men" a été publié dans de nombreuses éditions et il a été élu au Congrès continental comme membre de la délégation du New Jersey et aumônier du Congrès nommé par le Président du Congrès continental John Hancock, et en juillet 1776, a voté pour adopter la Lee Resolution en faveur de l'indépendance. En réponse à une objection selon laquelle le pays n'était pas encore prêt pour l'indépendance, il a répondu que, selon la tradition, il était "non seulement mûr pour la mesure, mais qu'il risquait de pourrir par manque de celle-ci". Il a perdu un fils à la bataille de Dutchtown en 1777.
John Witherspoon a siégé au Congrès de juin 1777 à novembre 1784 et est devenu l'un de ses membres les plus influents et un cheval de labour de l'énergie autochtone. Il a siégé à plus de 10 000 comités, notamment les comités en place, le conseil de paix et le comité de la correspondance publique ou des affaires communes. Il parlait souvent d'un commun accord, aidait à rédiger les Articles de la Confédération, aidait à organiser les services exécutifs, jouait un rôle majeur dans l'élaboration des politiques publiques et rédigeait les instructions pour les commissaires de la paix. Il a lutté contre l'afflux de papier-monnaie et s'est opposé à l'émission d'obligations sans provision pour leur amortissement. "On ne peut pas faire des affaires, disent certains, parce que l'argent est rare", écrit-il. Il a également siégé deux fois à l'Assemblée législative du New Jersey et a fortement appuyé l'adoption de la Constitution des États-Unis au cours des débats sur sa ratification par le New Jersey.
En novembre 1777, les forces américaines approchent et Witherspoon doit fermer et évacuer le College of New Jersey. Le bâtiment principal (Nassau Hall) sera gravement endommagé lors des combats, ce qui causera la perte de ses papiers et notes personnelles. Witherspoon doit reconstruire après la guerre, ce qui lui cause de grandes difficultés personnelles et financières. En 1780, il a été élu pour un mandat d'un an au Conseil législatif du New Jersey, représentant le comté de Somerset, New Jersey et Somerset.

### Fin de vie
John Witherspoon a subi des blessures aux yeux et est devenu aveugle en 1792. Il mourut en 1794 dans sa propriété de Tusculum, juste à l'extérieur de Princeton. Il est enterré au cimetière de Princeton dans la "rangée des présidents". Un inventaire de ses biens après sa mort nous apprend qu'il possédait "deux esclaves... évalués à cent dollars chacun".

## Famille

### Mariages et enfants
John Witherspoon et son épouse Elizabeth Montgomery ont eu 10 enfants dont seulement cinq ont vécu pour accompagner leurs parents en Amérique. James, l'aîné, un jeune homme très prometteur, obtint son diplôme de Princeton en 1770 et s'enrôla dans l'armée américaine en tant qu'assistant du général Francis Nash, avec le grade de major. Le deuxième, John, diplômé de Princeton en 1779, a pratiqué la médecine en Caroline du Sud et a disparu en mer en 1795. David, le plus jeune fils, a obtenu son diplôme la même année que son frère, a épousé la veuve du général Francis Nash et a exercé le droit à New Bern, en Caroline du Nord. Anna, la fille aînée, épouse le révérend Samuel Smith le 28 juin 1775. Le révérend Samuel Smith succède au Dr Witherspoon à la présidence de Princeton en 1775. Frances, la plus jeune fille, épousa l'historien David Ramsey, un délégué de Caroline du Sud au Congrès continental, le 18 mars 1763. Son épouse Elizabeth étant décédée en 1789, John Witherspoon s'est remarié en 1791, à l'âge de 68 ans, avec une veuve de 24 ans dont il eut deux autres enfants, un mariage qui n'alla pas sans susciter de nombreux commentaires.

### Descendance
L'actrice Reese Witherspoon est une de ses descendantes.

## Philosophie

### Apôtre du Droit naturel et du gouvernement vertueux
Selon Herbert Hovenkamp, la contribution la plus durable de Witherspoon a été l'initiation de l'École écossaise du sens commun, qu'il avait appris en lisant Thomas Reid et deux de ses penseurs Dugald Stewart et James Beattie.
Dans le Collège de Princeton, Witherspoon a révisé le programme de philosophie morale, renforcé l'engagement du collège envers le droit naturel et positionné Princeton dans le monde plus vaste de la république des lettres. Bien qu'il fût un partisan des valeurs chrétiennes, l'approche de Witherspoon à l'égard de la moralité publique des magistrats civils était davantage influencée par l'éthique des Lumières des philosophes écossais Francis Hutcheson et Thomas Reid que l'idéalisme chrétien de Jonathan Edwards. En ce qui concerne les magistrats civils, Witherspoon croyait donc que le jugement moral devait être poursuivi comme une science. Il restait ainsi fidèle aux vieux concepts hérités de la République romaine du leadership vertueux des magistrats civils, mais il recommandait aussi régulièrement à ses étudiants de lire des philosophes modernes tels que Machiavel, Montesquieu et David Hume, bien qu'il désapprouvât la position "infidèle" de Hume sur la religion.
La vertu, a-t-il soutenu, pourrait être obtenue par le développement du sens moral, une boussole éthique inculquée par Dieu à tous les êtres humains et développée par l'éducation religieuse (Reid) ou la sociabilité civile (Hutcheson). Witherspoon voyait la moralité comme ayant deux composantes distinctes : spirituelle et temporelle. Dans la doctrine presbytérienne de Witherspoon, le gouvernement civil devait plus à ce dernier qu'au premier. Ainsi, la moralité publique devait plus aux lois morales naturelles des Lumières qu'au christianisme révélé.
Dans ses conférences sur la philosophie morale à Princeton, exigées de tous les juniors et seniors, Witherspoon a plaidé pour le droit révolutionnaire de résistance et a recommandé des freins et contrepoids au gouvernement. Il fit une profonde impression sur son étudiant James Madison, dont les suggestions pour la Constitution des États-Unis suivirent à la fois les idées de Witherspoon et de Hume. L'historien Douglass Adair (en) écrit : "Le programme des conférences de Witherspoon (...) explique la conversion du jeune Virginien à la philosophie des Lumières".
Witherspoon accepta l'impossibilité de maintenir la moralité ou la vertu publique chez les citoyens sans une religion efficace. En ce sens, les principes temporels de la morale exigeaient une composante religieuse qui tirait son autorité du spirituel. Par conséquent, la religion publique était une nécessité vitale pour maintenir la morale publique. Cependant, dans ce cadre, les sociétés non chrétiennes pourraient avoir des vertus qui, selon sa définition, se trouvent dans le droit naturel. Witherspoon, conformément à la philosophie du sens moral écossais, enseignait que tous les êtres humains, chrétiens ou non, pouvaient être vertueux, mais il était néanmoins engagé dans le christianisme comme seule voie de salut personnel.

### Apologiste du christianisme réformé
John Witherspoon était en outre un penseur et prédicateur réformé particulièrement influent. Au début de sa carrière, il avait été un opposant vigoureux au Parti modéré de l'Église d'Écosse, frustrée par la situation religieuse écossaise. En Amérique, il a été à la fois l'avocat des Lumières écossaises, et un prédicateur fermement ancré dans la tradition réformée orthodoxe et dans le réveil évangélique américain du XVIIIe siècle. Comme Bénédict Pictet (1655-1724), Witherspoon s'en tient fermement aux principes du calvinisme confessionnel et il est désireux de montrer que les vérités de la Révélation pouvaient être conciliées avec la raison. Face aux attaques que subissaient les principes du christianisme orthodoxe, son but en tant que pasteur était de défendre et de réexprimer la théologie presbytérienne traditionnelle, sans la modifier ou la dissimuler, ce qui fait de Witherspoon un apologiste réformé parfois méconnu aujourd'hui